# Тимашевськ
Тимашевськ — місто в Росії, адміністративний центр Тимашевського району Краснодарського краю.
- Населення 54,1 тис. мешканців (2005)
- Місто розташовано за 68 км від Краснодару. Залізнична станція на ділянці Батайськ — Краснодар

## Історія
- 1794 заснування на березі Кирпілі Тимашевського куреня Чорноморськими козаками, назва перенесена з Січі
- 1842 Курінь отримав статус станиці
- 1874 Будівництво першої в станиці школи
- 1912 Відкриття поштово-телеграфного відділення
- 1914 Відкриття залізничного сполучення з Катеринодаром (ділянка Приморсько-Ахтарськ — Катеринодар)
- 1924 У станиці була відкрита лікарня на 12 ліжок з обслуговчим персоналом в 6 осіб
- 1966 30 грудня станиця отримала статус міста і сучасну назву — Тимашевськ

## Економіка
- Харчова промисловість: цукровий завод, кондитерський комбінат «Кубань», молочний комбінат, фабрика по виробництву і фасовці кави і морозива Nestle, ковбасний завод, лікеро-горілчаний завод
- Виробництво будівельних матеріалів: асфальтовий, цегляний заводи
- Завод пакувальних матеріалів компанії Tetra Pak.

У районі розвинене виробництво зернових культур, цукрового буряка, овочів. Скотарство, птахівництво.